# 張文燦
張文燦（？年—？年），字闇堂，號光斗，山東濟寧府金鄉縣人。明朝政治人物，崇禎戊辰進士。

## 生平
張文燦是天啟元年（1621年）山東鄉試舉人，崇禎元年（1628年）戊辰科三甲二百六十一名進士。授棗強縣知縣，歷河南靈寶縣知縣。升浙江运判，督芜湖钞关，迁郎中，擢大名府知府。

## 家族
- 孫張霖，清康熙進士。